# Philodromus decoratus
Philodromus decoratus är en spindelart som beskrevs av Benoy Krishna Tikader 1962. Philodromus decoratus ingår i släktet Philodromus och familjen snabblöparspindlar. Inga underarter finns listade i Catalogue of Life.